# Hardly Working
Hardly Working é um filme de comédia de 1981, escrito, dirigido e protagonizado por Jerry Lewis. 

## Sinopse
Bo Hooper (Jerry Lewis), um palhaço, logo se vê desempregado quando o circo, o qual ele trabalhava, fecha.
Ele acaba morando com sua irmã (Susan Oliver), mesmo contra as vontades de seu marido Hubert (Roger C. Carmel). De lá, ele acaba indo de serviço a serviço, causando acidentes por onde passa. Finalmente, ele encontra um emprego fixo como carteiro, até ele descobrir que o seu chefe é o pai de sua namorada. O pai dela odeia todos os carteiros, pois o ex-marido de sua filha foi um, então ele decide destruir a vida de Bo, mas Bo acaba passando por cima da situação e além de tentar se superar no trabalho, ele tenta também mudar a opinião do pai.

## Elenco
- Jerry Lewis - Bo Hooper
- Susan Oliver - Claire Trent
- Roger C. Carmel - Robert Trent
- Deanna Lund - Millie
- Harold J. Stone - Frank Loucazi